# John R. Eden

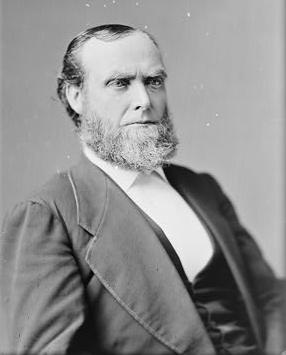
John R. Eden

John Rice Eden (* 1. Februar 1826 im Bath County, Kentucky; † 9. Juni 1909 in Sullivan, Illinois) war ein US-amerikanischer Politiker. Zwischen 1863 und 1887 vertrat er mehrfach den Bundesstaat Illinois im US-Repräsentantenhaus.

## Leben
Noch in seiner Jugend kam John Eden mit seinen Eltern nach Indiana, wo er die öffentlichen Schulen besuchte. Nach einem anschließenden Jurastudium und seiner 1853 erfolgten Zulassung als Rechtsanwalt begann er in Sullivan in diesem Beruf zu arbeiten. Zwischen 1856 und 1860 fungierte er als Staatsanwalt im 17. Gerichtsbezirk von Illinois. Politisch war er Mitglied der Demokratischen Partei. Bei den Kongresswahlen des Jahres 1862 wurde er im siebten Wahlbezirk von Illinois in das US-Repräsentantenhaus in Washington, D.C. gewählt, wo er am 4. März 1867 die Nachfolge von James Carroll Robinson antrat. Da er im Jahr 1864 nicht bestätigt wurde, konnte er bis zum 3. März 1865 zunächst nur eine Legislaturperiode im Kongress absolvieren. Diese war von den Ereignissen des Bürgerkrieges geprägt. Im November 1868 bewarb er sich um das Amt des Gouverneurs von Illinois, unterlag aber dem Republikaner John M. Palmer mit 44:56 Prozent der Stimmen.
1872 wurde Eden im 15. Distrikt seines Staates in den Kongress gewählt, wo er nach zwei Wiederwahlen zwischen dem 4. März 1873 und dem 3. März 1879 drei weitere Legislaturperioden verbrachte. Ab 1875 war er Vorsitzender des Committee on War Claims. Im Jahr 1878 wurde er von seiner Partei nicht zur Wiederwahl nominiert. Danach praktizierte er wieder als Anwalt. 1884 wurde er im 17. Bezirk von Illinois ein letztes Mal in den Kongress gewählt. Zwischen dem 4. März 1885 und dem 3. März 1887 absolvierte er dort eine weitere Amtszeit. Für die Wahlen des Jahres 1886 strebte er erfolglos die erneute Nominierung seiner Partei an.
Nach dem endgültigen  Ende seiner Zeit im US-Repräsentantenhaus arbeitete John Eden wieder als Jurist. Er starb am 9. Juni 1909 in Sullivan.